# Гортензий (лунный кратер)
Кратер Гортензий  (лат. Hortensius) — небольшой ударный кратер в северной части Моря Островов на видимой стороне Луны. Название присвоено в честь голландского астронома и математика Мартина Ван ден Хове (1605—1639) (известного под латинизированным именем Мартинус Гортензий) и утверждено Международным астрономическим союзом в 1935 г. 

## Описание кратера

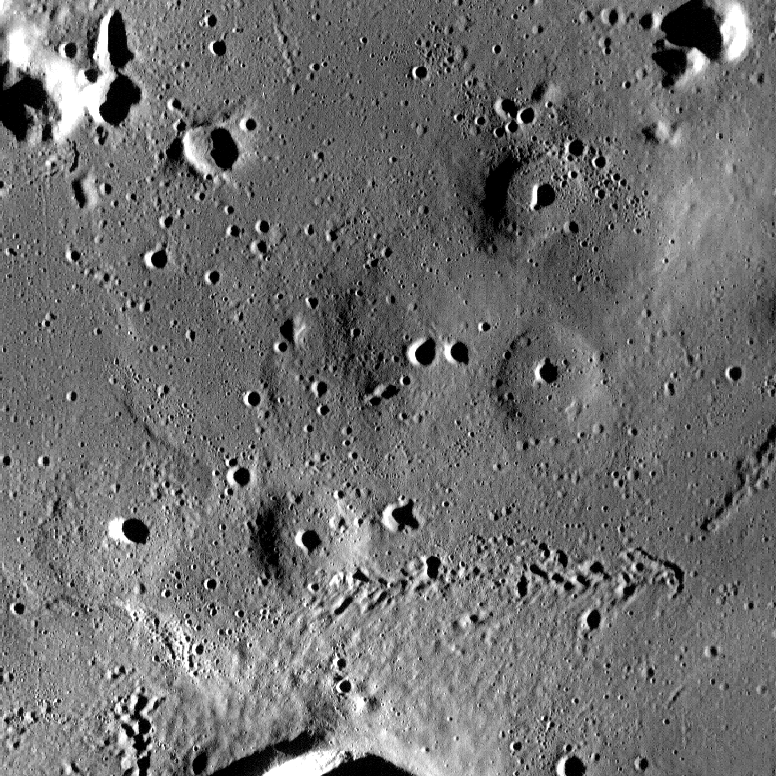
Щитовые вулканы к северу от кратера Гортензий. Снимок зонда Lunar Reconnaissance Orbiter.

Ближайшими соседями кратера являются кратер Кеплер на западе-северо-западе, кратер Милихий на севере-северо-западе, кратер Коперник на востоке-северо-востоке, кратер Фаут на востоке, кратер Рейнхольд на юго-востоке, кратер Лансберг на юге-юго-востоке, кратер Куновский на юго-западе и кратер Энке на западе-юго-западе. На западе от кратера располагается Океан Бурь, на северо-западе борозда Милихия. Селенографические координаты центра кратера 6°28′ с. ш. 28°00′ з. д. / 6,47° с. ш. 28° з. д., диаметр 14,2 км, глубина 2,9 км.
Кратер имеет циркулярную чашеобразную форму с острой кромкой вала и небольшим участком плоского дна, умеренно разрушен. Средная высота вала кратера над окружающей местностью 520 м. Альбедо кратера выше чем у окружающих пород лунного моря, что характерно для молодых кратеров. По морфологическим признакам кратер относится к типу BIO (по названию типичного представителя этого класса – кратера Био).
К северу от кратера находятся шесть куполов с крохотными кратерами на вершинах. Эти образования являются щитовыми вулканами сформированными потоками лавы с высокой вязкостью и имеют диаметр основания 6-8 км и возвышение около 400 м. По своему составу они идентичны породам окружающего лунного Моря хотя и сформированы другим процессом. Вулканам присвоены имена по буквам греческого алфавита (Омега, Сигма, Тау , Фи и др.)

## Сателлитные кратеры
| Гортензий | Координаты                                          | Диаметр, км |
| --------- | --------------------------------------------------- | ----------- |
| A         | 4°22′ с. ш. 30°45′ з. д. / 4,37° с. ш. 30,75° з. д. | 9,5         |
| B         | 5°16′ с. ш. 29°30′ з. д. / 5,26° с. ш. 29,5° з. д.  | 6,2         |
| C         | 5°56′ с. ш. 26°44′ з. д. / 5,93° с. ш. 26,73° з. д. | 6,3         |
| D         | 5°24′ с. ш. 32°23′ з. д. / 5,4° с. ш. 32,38° з. д.  | 7,1         |
| E         | 5°15′ с. ш. 25°26′ з. д. / 5,25° с. ш. 25,43° з. д. | 15,3        |
| F         | 7°02′ с. ш. 25°40′ з. д. / 7,04° с. ш. 25,66° з. д. | 6,3         |
| G         | 8°08′ с. ш. 26°10′ з. д. / 8,13° с. ш. 26,17° з. д. | 4,1         |
| H         | 5°53′ с. ш. 31°11′ з. д. / 5,88° с. ш. 31,18° з. д. | 6,3         |

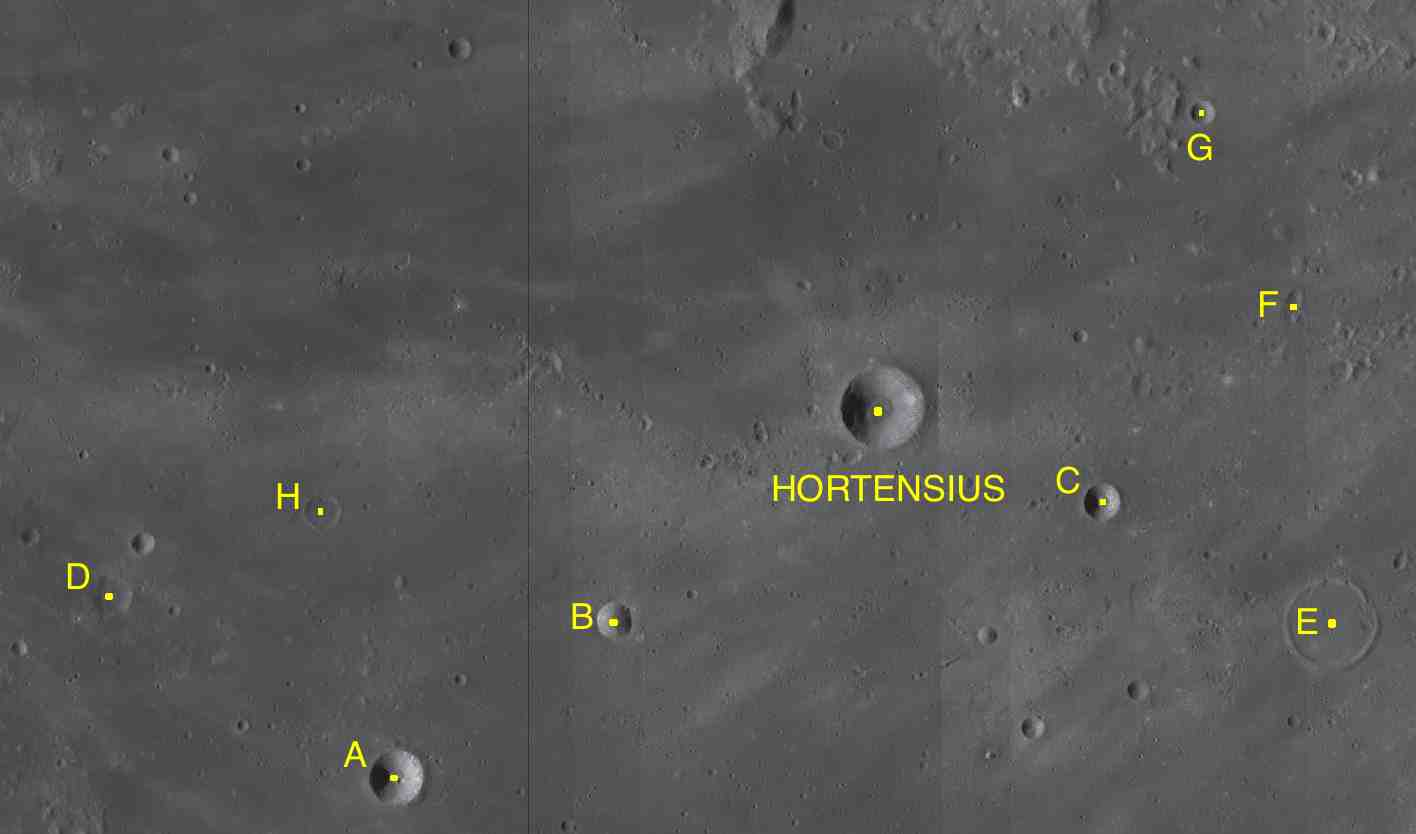
Фрагменты карт LAC-57, LAC-58.

- В сателлитном кратере Гортензий A зарегистрированы термальные аномалии во время лунных затмений. Это явление объясняется небольшим возрастом кратера и отсутствием достаточного слоя реголита, оказывающего термоизолирующее действие.
- Образование сателлитных кратеров Гортензий A и D относится к эратосфенскому периоду[4].